# Atherinopsis californiensis
El pejerrey mocho (Atherinopsis californiensis) es una especie de pez actinopterigio marino, la única del género mototípico Atherinopsis. Es pescado con importancia comercial para consumo humano, vendido en fresco en el mercado.

## Morfología
Se ha descrito una longitud máxima de 45 cm, aunque parece ser que la longitud máxima más común es de unos 40 cm, con una edad máxima de 11 años. El cuerpo tiene de 6 a 10 espinas en la aleta dorsal y una espina en la aleta anal, siendo de color gris oscuro en la parte del dorso y gris claro en el vientre.

## Distribución y hábitat
Es un pez marino de hábitos neríticos-pelágicos, que prefiere una profundidad de menos de 30 metros. Se distribuye por la costa este del océano Pacífico, desde la Oregón (EE. UU.) al norte hasta la costa sudoeste de Baja California (México) al sur.
Los adultos habitan áreas costeras, incluyendo bahías, habitualmente formando bancos. Los reproductores son demersales en zonas costeras. Son ovíparas, con larvas planctónicas, principalmente neustónicas. Los huevos se unen entre sí y al sustrato a través de filamentos adhesivos.